# Dupljaci
Dupljaci (cyr. Дупљаци) – wieś w Czarnogórze, w gminie Bijelo Polje. W 2011 roku liczyła 60 mieszkańców.